# Complesso di Creutz-Taube

Struttura dello ione di Creutz–Taube

Il complesso di Creutz-Taube, o anche ione di Creutz-Taube, è il complesso metallico di formula [Ru(NH3)5]2(C4H4N2)5+; la sua struttura è mostrata in figura. Questo catione è stato molto studiato per chiarire in dettaglio il meccanismo di trasferimento elettronico a sfera interna, cioè come gli elettroni si spostino da un centro metallico all'altro. Il complesso prende nome da Carol Creutz, che per prima sintetizzò il complesso, e dal suo supervisore di tesi Henry Taube, che ricevette il Premio Nobel per la chimica nel 1983 per i suoi studi sui meccanismi di trasferimento elettronico. Il complesso di Creutz-Taube è ora considerato un prototipo di complessi a valenza mista, e si continuano a sintetizzare nuovi composti analoghi.

## Sintesi
Il complesso di Creutz-Taube fu preparato in due passaggi, dapprima facendo reagire il pentamminopirazinarutenio(II) con pentamminoaquorutenio(II) e successivamente ossidando in modo controllato con argento:
[Ru(NH3)5(C4H4N2)]2+  +   [Ru(NH3)5(H2O)]2+  → [Ru(NH3)5]2(C4H4N2)]4+  +  H2O
[Ru(NH3)5]2(C4H4N2)]4+  +   Ag+  → [Ru(NH3)5]2(C4H4N2)]5+  +  Ag
Alla fine lo ione fu precipitato come sale tosilato.

## Proprietà
Il complesso è costituito da due unità rutenio pentammina collegate assieme tramite un legante a ponte pirazina; in questo modo ogni centro metallico completa la sfera di coordinazione con geometria ottaedrica. Essendo la carica 5+, ci si potrebbe attendere un composto a valenza mista Ru(II)/Ru(III), dato che +2 e +3 sono stati di ossidazione tipici dei complessi amminici di rutenio. Tuttavia dati spettroscopici e strutturali mostrano chiaramente che i due atomi di rutenio sono equivalenti e che la carica è delocalizzata attraverso il ponte pirazina. Come molti complessi a valenza mista, lo spettro di assorbimento del complesso di Creutz-Taube mostra un forte assorbimento nel vicino infrarosso, con un massimo a 1570 nm. Questa banda di assorbimento è attribuita ad un trasferimento elettronico di intervalenza.